# Jaylen Johnson
Jaylen Johnson, né le 7 août 1996, à Ypsilanti, au Michigan, est un joueur américain de basket-ball. Il évolue au poste d'ailier. 